# Paco Díez

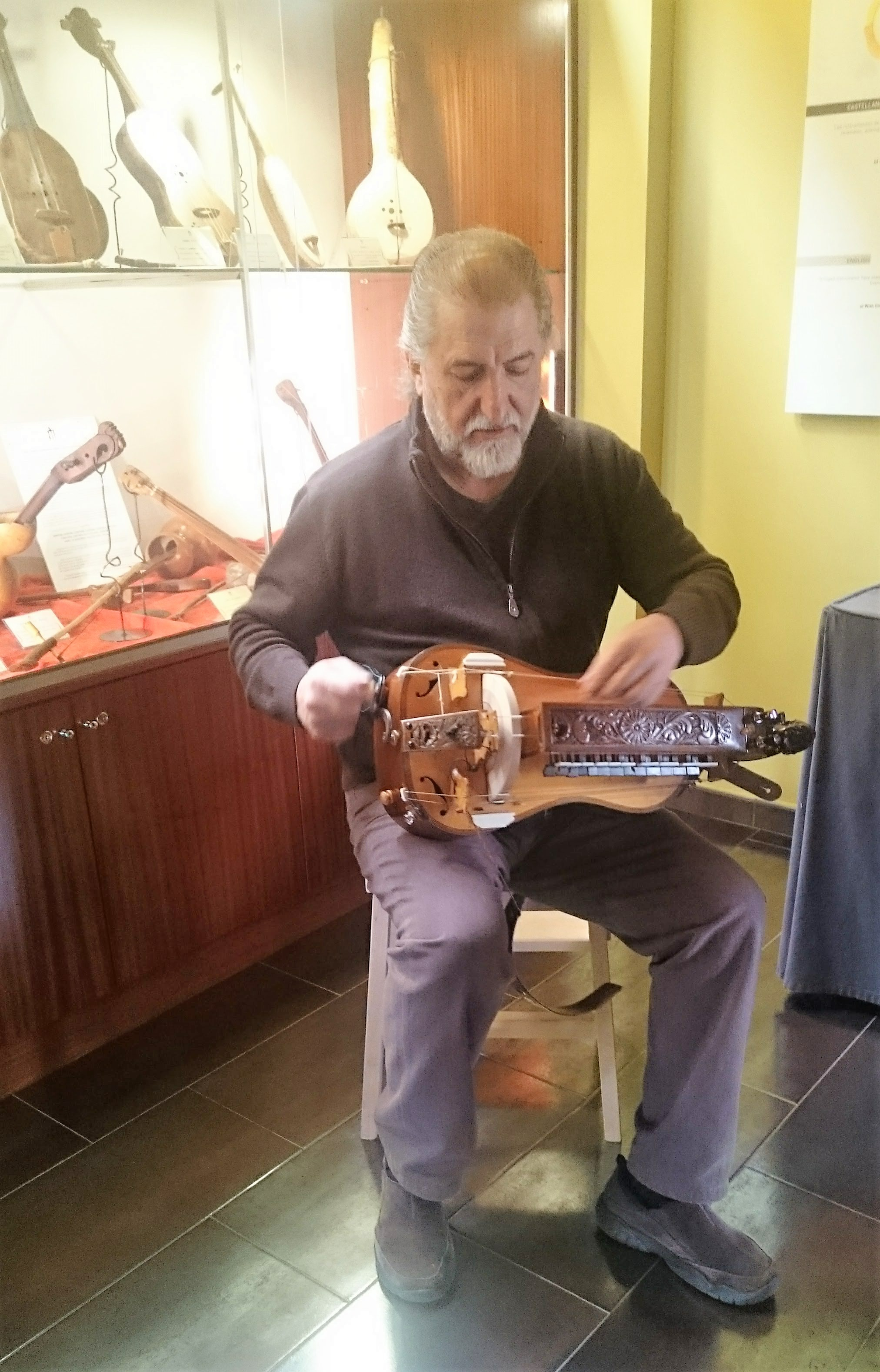
Paco Díez explicando en su Museo cómo funcionan algunos instrumentos

Francisco Díez Esteban (Piñel de Abajo, Valladolid, España, 1961), más conocido como Paco Díez, es un filólogo, músico y folclorista español. En 2007 fundó el Aula Museo Paco Díez, museo y centro musical ubicado en Mucientes, provincia de Valladolid.
Su vida profesional se ha centrado en la música, como intérprete y como investigador del folclore castellano, leonés e ibérico, pero también de otras culturas, especialmente la sefardí., de la que está considerado como el mayor especialista en España.

## Biografía y trayectoria profesional
Nació y pasó su infancia en el seno de una familia de labradores de Piñel de Abajo. A los 10 años se trasladó a estudiar a Valladolid, donde años más tarde se licenció en Filología Románica, especialidad Lengua Francesa, por la Universidad de Valladolid. Después de terminar los estudios universitarios, pasó  dos años viviendo y trabajando en Brest y Lorient, ciudades de la Bretaña francesa.
De formación musical autodidacta, empezó su andadura en 1978. Es miembro fundador y actual director del grupo de música tradicional castellana "La Bazanca" (Pollos, Valladolid, 1980). Su trayectoria profesional se ha basado en la divulgación de la música tradicional ibérica, acompañando su personal voz con instrumentos como la guitarra, la zanfona, la mandola, la gaita o las percusiones. En su faceta de investigador etnográfico, ha recopilado información y transcrito más de 1.400 horas del saber tradicional por diversas zonas de la península ibérica, la también considerada como la Sefarad Bíblica.
Gran conocedor de los instrumentos musicales de España y Portugal cuenta con el único museo de iniciativa privada que alberga más de 450 piezas de ambos países, así como una importante colección de gaitas del mundo. Este Museo de Instrumentos Tradicionales Ibéricos está ubicado en Mucientes, donde vive actualmente.
Como solista es uno de los principales representantes a nivel internacional de música judeo-española, lo que le valió en 2007 una condecoración por parte de la Autoridad Nacional del Ladino. Fue el músico elegido para actuar, en noviembre de 2015, en el Palacio Real de Madrid ante el Rey Felipe VI, el Gobierno de España y comunidades sefardíes de todo el mundo, durante el acto histórico que sancionaba la doble nacionalidad para los sefardíes, 523 años después de su expulsión de la península ibérica en 1492. Por ello fue candidato al Premio Princesa de Asturias de las Artes en 2016.
Ha grabado 17 discos y ha realizado más de dos mil quinientos conciertos, en solitario, con su grupo "La Bazanca" o con otras formaciones (Tradibérica, Tres Culturas Tres, Esencias de Sefarad, etc.), en España y en el extranjero.
Como divulgador, realiza conciertos didácticos para estudiantes, no solo en su sala de conciertos, sino también en los propios colegios e institutos.
Desde 1988 organiza y produce ciclos y festivales de músicas del mundo, no solo en diversos puntos de España y en Portugal, sino también en otros países de Europa, destacando los cerca de 20 conciertos anuales de sus programaciones estables de Las 10 y Una Noches y conciertos de verano que organiza desde 2017 sin interrupción en su propia Aula Museo, así como otros 12 conciertos anuales del ciclo "Un Abanico de Músicas" en la provincia de Valladolid.
Durante el primer trimestre de 2017 fue profesor invitado de Organología Tradicional Ibérica en la School of Music de la Universidad de Washington (Seattle).
A finales de 2017 la Ligue Universelle du Bien Publique le otorgó en Paris la medalla de plata, por su labor en la difusión de la música tradicional ibérica y sefardí.

## Discografía
- A la Vega del Duero (1981).
- Canciones sefardies (1983).
- Cantando las mejores jotas castellanas (1983)
- Cantares tradicionales de Castilla, León y otros reinos (1984)
- Escuchen los villancicos (1991)
- La España de las tres culturas (1992)
- Huachi, torito (1992)
- Aguaclara (1995)
- Más que un oficio (1997)
- Romanzas de amor sefaradíes (2000)
- Veinte años (2001)
- Castillos en el mar (2005)
- Entre nochebuena y reyes (2006)
- Romances de caballeros y doncellas (2007)
- La Banzanca, 30 años (2010)
- Romanceando (2011)
- Esencias de Sefarad (2016)

## Aula Museo Paco Díez
Museo de Instrumentos Tradicionales Ibéricos creado en 2007 en Mucientes (Valladolid) por Paco Díez. Está formado por más de 450 piezas de España y Portugal, además de una importante colección de gaitas.
El Museo cuenta además con sala de conciertos, patio exterior preparado para conciertos, camerinos para artistas y estudio de grabación.
Todos los años organiza el ciclo "Las diez y una noches" de músicas del mundo. También ofrece conciertos didácticos para colegios e institutos.